# Вълчовци
 Тази статия е за селото, разположено на запад от Елена.  За другото село със същото име в общината вижте Вълчовци (кметство Майско).  
Вълчовци е село в Северна България. То се намира в община Елена, област Велико Търново.

## География
Вълчовци се намира в Еленския балкан.